# アナール学派
アナール学派（アナールがくは、仏: L'école des Annales、英: Annales School）は、20世紀に大きな影響力を持ったフランス歴史学の潮流。「アナール」はフランス語で「年報」を意味し、幾度か誌名を変えながら現在でも発刊が続くフランス語の学術誌『社会経済史年報 Annales d'histoire économique et sociale』に集まった歴史家が主導したためにこの呼び名がある。
旧来の歴史学が戦争などの政治的事件を中心とする「事件史」や、ナポレオンのような「大人物史」の歴史叙述に傾きやすかったことを批判し、見過ごされていた民衆の生活文化や社会全体の「集合記憶」に目を向けるべきことを訴えた。この目的を達成するために専門分野間の交流が推進され、とくに経済学・統計学・人類学・言語学などの知見をさかんに取り入れた。民衆の生活に注目する「社会史」的視点に加えて、そうした学際性の強さもアナール派の特徴とみなされている。

## 歴史

### 『アナール』創刊
『アナール』誌は、ストラスブール大学の研究者たちによって1929年に創刊された。発刊を率いたのは16世紀フランスを専門とする歴史家リュシアン・フェーヴルと、中世史の専門家マルク・ブロックだった。創刊の辞でリュシアン・フェーヴルは、専門家の専門性が高まるにつれて知的交流を阻む壁が高くなっていることを批判し、専門家間の協力の必要性を訴えている。編集委員会には同じ大学に籍を置く古代史・現代史家から、地理学・社会学・経済学・政治学など多方面の専門家が集まり、とくに経済史・数量史の分野で歴史学の新しい領域を切りひらく研究が行われた。
雑誌『アナール』は伝統的な歴史学への批判から出発したが、1930年代にフェーヴルが権威あるコレージュ・ド・フランスの講壇に立ち、ブロックもソルボンヌ大学の経済史教授に就くころから、しだいにフランス歴史学会での影響力を強めた。さらにフェーヴルはフランス学士院会員、ユネスコのフランス代表などの席を得たうえ、1947年には「高等研究実習院 (École Pratique des Hautes Etudes: EPHE)」第6部門の創立に関わって、以後ここが『アナール』刊行の本拠となった。

### 『王の奇跡』『ラブレーの宗教』
第一世代の代表作は、マルク・ブロック『王の奇跡』とリュシアン・フェーヴル『ラブレーの宗教』である。
ブロック『王の奇跡』は、国王が瘰癧などの病気をもつ者の身体に手を触れると治癒するという中世ヨーロッパの信仰を扱っている。『王の奇跡』の刊行は『アナール』創刊の前だったが、ブロックの研究・問題意識は、いくつかの点で後に「アナール派」の特徴と目されるようになる条件を備えていた。
第一には「中世」のような従来の時代区分に縛られず問題意識に沿った時代を扱うこと。第二に、なぜ人々がそのような奇跡（「集合幻想」）を信じるようになったかという問題が研究の中心に据えられていること。第三には、イギリス、さらにはポリネシア社会などとの比較史的研究が追求されていることである。フェーヴル『ラブレーの宗教』も同様の問題意識に貫かれ、より明確に「集合心性 (mentalités collectives)」の問題を扱っている。

### ブローデル『地中海』
1956年に第一世代のフェーヴルが没し、フェルナン・ブローデルを代表とする第二世代がアナール派を率いた。
1949年に刊行されたブローデルの長大な博士論文『地中海』は、経済史や統計学、地理学の知見を取り入れながら、長期にわたる地中海世界全体の持続と変化を描き、「全体史」的総合をめざすアナール派の一つの頂点と目されるようになった。
『地中海』の第二部は「集団の運命と全体の動き(destins collectifs et mouvements d’ensemble)」と題されている。そこでブローデルが注意を集中しているのは、国家・社会から経済システムにいたる文明全体の構造の歴史である。ブローデルによれば、そうした大きな構造は、目前に起こる事件の歴史よりも遅い速度で動いている。それは数世代単位、ときには数世紀単位で動くため、同時代の人々は、ほとんど変化に気づかない。それでもやはり人々が、この緩慢な流れによって運ばれていることに変わりはない。
こうした考えはブローデルが「長期持続 longue durée/ 英：long-time cycle」と呼んできたものである。「長期持続」はこうしてアナール学派の特徴と関心を示す概念となる。
ブローデルは以後も人間を動かすシステム全体に注目する『物質文明と資本主義』など大著の刊行を続ける。『地中海』は世界的な注目を集め、ブローデル以降、アナール派の世界各国への紹介がさかんに行われるようになった。

### 第三世代・第四世代
1985年にブローデルが没し、ブローデルに続く第三世代の学派は、数量史や価格史・歴史人口学などの分野で新しい研究が産み出された。南仏ラングドックの歴史研究から出発したエマニュエル・ル・ロワ・ラデュリ、集合心性への関心からフランス革命史研究を刷新したモナ・オズーフ、また中世史の幅広い分野で執筆を続けるジャック・ル・ゴフやジョルジュ・デュビー、古代史のポール・ヴェーヌなどが代表的な歴史家とみなされている。
ブローデルが抑圧してきた研究手法や研究主題への新たな広がりが生じた一方、アナール派に強力な指導的存在はいなくなったとされる。歴史学に限らず学問の細分化が進むなかで、『アナール』誌に掲載される論文も、方法論・問題意識ともに細分化と多様化をつづけたため、もはや統一的な方針を有する一つの「学派」と呼べるような明確な輪郭は薄くなりつつある。第四世代の中心的人物としては、ベルナール・ルプチ、ジャック・ルヴェル、ロジェ・シャルチエなどがいる。

### 手法への批判
アナール派の研究手法に対しては、例えば「集合心性」という言葉が具体的には何を指しているのか明確でない、といった批判も行われた。『ラブレーの宗教』でリュシアン・フェーヴルが「16世紀の人々」を対象にするとき、彼は当時のフランスの人口2000万人すべてが等質な思考や感受性を持っているかのように論じている、とも批判された。
ブローデルの「長期持続」についても、とくに英米の研究者から、その決定論的な側面が批判された。彼の歴史学においては「歴史を動かす大きな潮流」といったマクロ的な視点が強調されすぎていて、歴史に対する人間の自由度がほとんど認められていない、といった声は『地中海』の刊行当初から上がっている。統計的手法に恣意的に依存した数量史の陳腐化は、アナール派第三世代、第四世代にとって批判的に乗り越えられるべき課題となった。

## 各国への影響
ドイツやイギリスの歴史学会で、多くはアナール学派には懐疑的であった一方、構造面に着目するアナール学派の影響はイタリアやポーランドなどの歴史学会で古くから広く受け入れられた。
ポーランドではそれ以前より実証主義が構造検証の多くを欠いていたことが問題視され、アナール学派の要素が採りいれられて1930年代より既に独自の有機的な歴史研究が大いに発展、戦後は国家の共産主義化で傍流とされ研究活動が国家より冷遇されたものの、レシェク・コワコフスキやヴワディスワフ・バルトシェフスキを輩出、政治にも応用されドナルド・トゥスクやラドスワフ・シコルスキに継承されている。
アメリカでは、アナール学派のルイ・アンリの影響から「社会史」の手法が発展、統計分析を基礎にした人口分析、社会史や経済史の研究が試みられた。南米諸国ではアナール学派に対する独自の解釈から、独特の歴史学の潮流が生まれた。
日本でも多くの研究者が留学し、百科全書などの啓蒙主義原典訳と相まって、藤原書店、みすず書房、法政大学出版局「叢書・ウニベルシタス」等で積極的に訳され、フランスからも著名な学者が招かれた。学説の紹介者としては井上幸治、二宮宏之、竹岡敬温、福井憲彦らが挙げられ、網野善彦などに影響が見られる。

## 代表的な作品
| 刊行年 | 書名 |
| ------ | --- |
| 1924   | マルク・ブロック 『王の奇跡 : 王権の超自然的性格に関する研究, 特にフランスとイギリスの場合』（井上泰男ほか共訳、刀水書房、1998） ISBN 9784887082311 / Marc Bloch: Les rois thaumaturges                           |
| 1939   | マルク・ブロック 『封建社会』（石川武ほか訳、岩波書店、1995） ISBN 4000020927 / Marc Bloch: La société féodale |
| 1942   | リュシアン・フェーヴル 『ラブレーの宗教 : 16世紀における不信仰の問題』（高橋薫訳、法政大学出版局、2003） ISBN 4588007513 / Lucien Febvre: Le problème de l'incroyance au XVI[e] siècle ; La religion de Rabelais  |
| 1949   | フェルナン・ブローデル 『地中海』（浜名優美訳、藤原書店 第1〜5巻、普及版2004） ISBN 9784894343771 / Fernand Braudel: La Méditerranée et le monde méditerranéen à l'époque de Philippe II                          |
| 1960   | フィリップ・アリエス 『「子供」の誕生 : アンシァン・レジーム期の子供と家族生活』（杉山光信ほか訳、みすず書房、1980) ISBN 4622018322 / Philippe Ariès: L'enfant et la vie familiale sous l'ancien régime           |
| 1962   | エマニュエル・ル・ロワ・ラデュリ『ラングドックの歴史』（和田愛子訳、白水社・文庫クセジュ、1994） ISBN 4560057575 / Emmanuel Le Roy Ladurie: Histoire du Languedoc                                                 |
| 1966   | ジャック・ル・ゴフ 『聖王ルイ』（岡崎敦ほか訳、新評論、2001） ISBN 4794805306 / Jacques Le Goff: Saint Louis |
| 1975   | ル・ロワ・ラデュリ 『モンタイユー : ピレネーの村 1294〜1324』（井上幸治ほか訳、刀水書房 上・下、1990-91） ISBN 4887080867 / Emmanuel Le Roy Ladurie: Montaillou, village occitan de 1294 à 1324                   |
| 1978   | アラン・コルバン 『娼婦』（内村瑠美子ほか訳、藤原書店 上・下、新版2010） ISBN 9784894347687 / Alain Corbin: Les filles de noce : misère sexuelle et prostitution, 19e et 20e siècles                              |
| 1982   | アラン・コルバン 『においの歴史 : 嗅覚と社会的想像力』（藤原書店、山田登世子ほか訳、新版1990） ISBN 9784938661168 / Alain Corbin: Le miasme et la jonquille : l'odorat et l'imaginaire social XVIIIe-XIXe siècles |
| 1987   | ロジェ・シャルチエ 『読書と読者 : アンシャン・レジーム期フランスにおける』（長谷川輝夫、宮下志朗共訳、みすず書房、1994） ISBN 4622045680 / Roger Chartier: Lectures et lecteurs dans la France d'Ancien Régime    |

## 関連文献
- エマニュエル・ル＝ロワ＝ラデュリ＋アンドレ・ビュルギエール監修（浜名優美監訳）『叢書『アナール 1929-2010』――歴史の対象と方法』 全5巻（藤原書店、2010−2013）ISBN 978-4894347700
- ピーター・バーク 『歴史学と社会理論 第2版』（佐藤公彦訳、慶應義塾大学出版会、2009） ISBN 9784766416343
- ピーター・バーク 『フランス歴史学革命 アナール学派 1929-89年』（大津真作訳、岩波書店、新版2005） ISBN 4000271385
- ポール・リクール 『記憶、歴史、忘却 （上）』（久米博訳、新曜社、2004） ISBN 4788509113
- 岡田あおい「アナール学派の家族史研究：家族社会学の発展のために」『慶應義塾大学大学院社会学研究科紀要 : 社会学心理学教育学』 30号 1990年 p.53-61, NAID 120002643551
- 竹岡敬温 『「アナール」学派と社会史―「新しい歴史」へ向かって』（同文舘出版、1990） ISBN 4495854615
- 田畑久夫「『アナール』学派の形成と地域研究」『昭和女子大学大学院生活機構研究科紀要』 12/13巻 (2004) p.9-27, ISSN 09182276
- 福井憲彦 『「新しい歴史学」とは何か アナール派から学ぶもの』（講談社学術文庫、1995）
- 『歴史学の最前線 〈批判的転回〉後のアナール学派とフランス歴史学』（小田中直樹編訳、法政大学出版局 叢書・ウニベルシタス、2017）